# Koba (Konye)
Pour les articles homonymes, voir Koba.
Koba (ou Koba Bakundu) est un village du Cameroun situé dans le département de la Meme et la Région du Sud-Ouest. Il fait partie de la commune de Konye.

## Population
En 1953 on y a dénombré 476 habitants, puis 695 en 1967, principalement des Bakundu, du groupe Oroko.
Lors du recensement de 2005, la localité comptait 1 686 personnes.

## Enseignement
La localité dispose d'un CES (Collège d'enseignement secondaire) anglophone.